# Marijan Zovko
Marijan Zovko (Spalato, 21 agosto 1959) è un allenatore di calcio ed ex calciatore jugoslavo, di ruolo difensore.

## Carriera

### Giocatore

#### Club
Inizia la carriera calcistica nel 1975 tra le file del BSK Slavonski Brod per poi, nel 1977, trasferirsi nell'Hajduk Spalato.
Con i Bili debutta l'11 marzo 1978 in occasione del match del vittorioso campionato 1978-1979, subentra a Belgrado in occasione del 1-1 contro la Stella Rossa.
Nel 1980 si accasa nel Vojvodina dove rimane per otto anni per poi trasferirsi in Belgio tra le file del Lierse. Nel 1991 fa il suo ritorno nel Marsonia dove appende gli scarpini al chiodo nel 1994.

#### Nazionale
Nel 1978 con la Jugoslavia U-21 vince l'Europeo di categoria.

## Palmarès

### Club

#### Competizioni nazionali
- Campionato jugoslavo: 1

Hajduk Spalato: 1978-1979

### Nazionale
- Campionato d'Europa Under-21: 1

1978